# Purvis
Purvis – miasto w Stanach Zjednoczonych, w stanie Missisipi, siedziba administracyjna hrabstwa Lamar.